# Rachicerus varipes
Rachicerus varipes är en tvåvingeart som först beskrevs av Friedrich Hermann Loew 1863.  Rachicerus varipes ingår i släktet Rachicerus och familjen vedflugor.
Artens utbredningsområde är Kuba. Inga underarter finns listade i Catalogue of Life.